# Comuna Cerevaha, Manevîci
Cerevaha (în ucraineană Череваха) este o comună în raionul Manevîci, regiunea Volînia, Ucraina, formată din satele Cerevaha (reședința) și Sofianivka.

## Demografie
Componența lingvistică a satului Cerevaha
     Ucraineană (99,45%)
     Alte limbi (0,55%)
Conform recensământului din 2001, majoritatea populației satului Cerevaha era vorbitoare de ucraineană (99,45%), existând în minoritate și vorbitori de alte limbi.